# TuS Koblenz
Turn- und Spielvereinigung Koblenz 1911 e.V. é uma agremiação esportiva alemã, fundada a 1 de agosto de 1911, sediada em Koblenz, na Renânia-Palatinado. Atualmente disputa a Quarta Divisão do futebol alemão.

## História

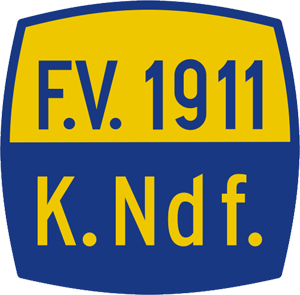
FC Neuendorf

O clube original encerrou suas atividades, em 1917, mas em 1919, o sucessor Fussball Verein 1911 Neuendorf fôra montado por ex-membros do FCD, Fussball Club Concordia 1910 Neuendorf e Fussball Club Alemania 1912 Neuendorf, sendo que ambos já haviam se juntado em 1914.
Em 1933, o FV aderiu à Gauliga Mittelrhein, uma das dezesseis máximas divisões estabelecidas a partir da reorganização do futebol sob o regime do Terceiro Reich. O clube foi imediatamente rebaixado. Em 1934, foi acompanhado pelo Turnverein 1864 Neuendorf, Neuendorf Arbeitersportverein e Neuendorf DJK para a criação do Turn-und Spielvereinigung Neuendorf.
Ambos os ASV e DJK foram forçados a se unir por conta da política do regime que considerava que os clubes patrocinados por trabalhadores e igreja eram politicamente indesejáveis. O TuS Neuendorf voltou a jogar a primeira divisão, em 1935.
Em 1941, a Gauliga Mittelrhein foi dividida em duas novas divisões: a Gauliga Köln-Aachen e a Gauliga Moselland. O TuS novamente retornou ao futebol da primeira divisão na Gauliga Moselland, (Grupo Ost), e dessa vez angariou melhores resultados, terminando em segundo, em 1942, e então ganhando o seu grupo, em 1943 e 1944, antes de tomar parte dos play-offs em um jogo único em cada uma dessas temporadas. No entanto, o time foi eliminado logo no início em ambas as ocasiões. Como a Segunda Guerra Mundial progrediu e os exércitos aliados invadiram a Alemanha, a Gauliga Moselland passou a ser jogada de maneira precária até que o campeonato entrou em colapso, não ocorrendo na temporada 1944-1945.
No imediato período pós-guerra, o clube retomou suas atividades na Oberliga Südest, Grupo Norte, em 1946, como SpVgg Neuendorf. Ao retomar sua antiga identidade como TuS, reapareceu nos play-offs nacionais, em 1948, apesar de ter conseguido apenas um terceiro lugar em sua divisão. O 1. FC Saarbrücken ficara em segundo, terminando a três pontos do TuS, assim tinha direito aos play-offs. No entanto, a cidade havia sido ocupada pelos franceses que desejavam torná-la independente ou fazê-la parte da França. Portanto, a vaga ficou com o TuS, o qual avançou às semifinais até ser eliminado por 5 a 1 pelo 1. FC Kaiserslautern.
O clube continuou a promover boas apresentações no início da década de 1950, ganhando fases adicionais nos play-offs nacionais, em 1950 e 1956, mas foi mais uma vez eliminado em ambas as ocasiões. Até o final da década o seu desempenho começou a declinar e, em 1959, foi rebaixado. O time voltou a Oberliga Südwest (I), em 1961, mas não conseguiu escapar da metade inferior da tábua de classificação.
Com a formação da Bundesliga, em 1963, o TuS foi realocado na segunda divisão, a Regionalliga Südwest. Em 1968 e 1969, o clube atuou bem o suficiente para participar do play-off para uma vaga na Bundesliga, mas não teve sucesso em ambas as oportunidades. Na década de 1970, já estava na terceira divisão, atuando na Amateurliga Rheinland, perdendo chances para retornar a 2. Bundesliga nas rodadas de play-off em 1977 e 1978. Em 1981, o time foi mais uma vez rebaixado, após quase uma década disputando o terceiro módulo.

### TuS Koblenz
Em 1982, o clube adotou o nome TuS Koblenz, mas a mudança fez pouco para melhorar o seu desempenho, uma vez que permaneceu na  Verbandsliga Rheinland (V). A sorte melhorou com a ascensão à quarta divisão, a Oberliga Südwest (IV), em 1994, na qual permaneceu por uma década. Um título na Oberliga Südwest, em 2004, foi seguido por uma rápida ascensão à Regionalliga Süd (III), pela qual um segundo lugar, em 2005-2006, fez por merecer uma vaga na 2. Bundesliga. A campanha em 2006-2007 terminou com o TuS terminando à frente das expectativas em 12º lugar.
Qualquer esperança de melhoria terminou nos estágios finais da temporada 2007-2008, quando o TuS foi penalizado com a perda de oito pontos por não fornecer os contratos de Marko Lomić e Bajic Branimir, o que fez o clube declinar na tábua de classificação. Na temporada 2009-2010, o time ao ficar em 17º lugar, desceu à terceira divisão.

## Títulos
- Oberliga Südwest (IV) Campeão: 2004;
- Verbandsliga Rheinland (IV) Campeão: 1994;
- Amateurliga Rheinland Campeão (III): 1977, 1978;
- Rhineland Cup Vencedor: 1978, 1979, 2005, 2006;

- Oberliga Südwest (I) Vice-campeão: 1952, 1953, 1956;
- 2º Oberliga Südwest (II) Vice-campeão: 1960;
- Regionalliga Südwest (II) Vice-campeão: 1968, 1969

## Últimas temporadas
| Temporada | Divisão                | Posição         |
| 1999–2000 | Oberliga Südwest (IV)  | 9º              |
| 2000–01   | Oberliga Südwest       | 9º              |
| 2001–02   | Oberliga Südwest       | 11º             |
| 2002–03   | Oberliga Südwest       | 11º             |
| 2003–04   | Oberliga Südwest       | 1º (promovido)  |
| 2004–05   | Regionalliga Süd (III) | 11º             |
| 2005–06   | Regionalliga Süd       | 2º (promovido)  |
| 2006–07   | 2. Bundesliga (II)     | 12º             |
| 2007–08   | 2. Bundesliga          | 10º             |
| 2008–09   | 2. Bundesliga          | 14º             |
| 2009–10   | 2. Bundesliga          | 17º (rebaixado) |
| 2010–11   | 3. Liga                | 11º *           |
| 2011–12   | Regionalliga West      | 17º             |

- O TuS Koblenz não solicitou uma licença para a 3. Liga e foi rebaixado à Regionalliga West.